# Vicente Marzo
Vicente Marzo (Valencia, 1763 - 1824 o 1826) fue un arquitecto valenciano de la época neoclásica, activo al menos desde 1781.  

## Biografía y obras
Fue discípulo del escultor Ignacio Vergara y alumno de la Real Academia de Bellas Artes de San Carlos de Valencia, de la cual llegó a ser académico, profesor de matemáticas e incluso director general.
Sus obras son poco conocidas a pesar de su importancia, pues la mayoría de ellas han sido destruidas con posterioridad, como es el caso del enorme palacio de los condes de Parcent, erigido en la ciudad de Valencia a fines del siglo XVIII y donde hubo telares de seda, o los baños del Hospital General de Valencia. Cabe señalar además el altar mayor de la Basílica de  los Desamparados, de estilo neoclásico (Catedral de Valencia). También fue el autor de los planos de la Iglesia de la Merced de Barcelona Aparte, fue consultado para la renovación de la Colegiata de Santa María de Gandía, diseñó el camarín octogonal y el retablo de la iglesia del monasterio de San Miguel de Liria, así como dos retablos de la iglesia parroquial de Gestalgar y trazó los planos de la iglesia del Santísimo Sacramento de Almácera.